# Maciste (pel·lícula)
Maciste és una pel·lícula muda italiana de 1915 dirigida per Luigi Romano Borgnetto i Vincenzo Denizot, amb efectes realitzats per Segundo de Chomón. Aquesta és la primera pel·lícula protagonitzada per Bartolomeo Pagano en el paper de Maciste, després de la seva petita aparició a la colossal Cabiria (1914). El personatge va ser creat per Gabriele d'Annunzio.

## Trama
Una noia jove és assetjada pel seu pèrfid oncle, que intenta fer-se càrrec del seu patrimoni. Anant al cinema a veure "Cabiria", i veient Maciste en acció, li passa la idea de demanar ajuda al guapo actor que l'interpreta.

## Repartiment
- Bartolomeo Pagano: Maciste
- Clementina Gay: la noia
- Amelia Chellini: mare de la noia
- Felice Minotti: Pietro
- Didaco Chellini: duc Alexis

## Restauració
La pel·lícula va ser restaurada per la Cineteca di Bologna en col·laboració amb el Museu nacional del cinema de Torí, aquesta edició restaurada està disponible en DVD a partir de 2009 com a part de la sèrie Il cinema ritrovato de la Cineteca di Bologna.

## Crítica
| «                                               | Si bé els esdeveniments aventurers que fan molt viva l'acció del tema tenen una essència fins i tot tràgica, aquesta pel·lícula se'ns presenta com l'instigadora de l'alegria més sincera i saludable, de la diversió més alegre. I en aquest sentit, l'anunci va ser realitzat per la Mostra Ghersi de Torí, i en aquest sentit l'enorme públic que va congregar-se durant molts dies va donar la seva opinió molt favorable. | » |
| — La Vita Cinematografica, 15 de febrer de 1916 | |   |

| «                               | ... la posada en escena és excel·lent i la fotografia no deixa res a desitjar. És una pel·lícula que té tots els requisits per estar al cartell... | » |
| — Cine-Fono, 25 de maig de 1916 | |   |